# スクールランブル
『スクールランブル』 (School Rumble) は、小林尽による日本の漫画作品である。通称「スクラン」。

## 概要
同級生の烏丸大路に片思いするごく普通の女子高校生・塚本天満、その天満に片思いする不良高校生・播磨拳児、この2人の主人公が恋に悪戦苦闘するさまを中心として、多くのキャラクターが絡み合う高校生活を描いたラブコメディ漫画である。講談社『週刊少年マガジン』にて2002年47号から2008年34号まで連載された。
天満を「主人公」、播磨を「もう1人の主人公」として始まった。コミックスでは「天満ちゃん（恋する少女）が烏丸君（好きな人）を前に日々是、苦戦のラブコメディ♡」、『少年マガジン』本誌では「天満ちゃんと烏丸君の日々是、苦戦ラブコメディ♡」と紹介されているが、間もなく播磨が物語の中心となり、烏丸の出番は減っていき、増刊号の主人公であった塚本八雲や、元々は脇役だった沢近愛理がヒロイン的なポジションにつくようになる。また、その周辺の人物達もクローズアップされ、複数の恋愛が同時展開する群像劇となった。
連載開始前、作者は担当編集者と「ギャグから恋愛に転がってもおかしくない」「ショートものでキャラが増えて、だんだん話が動いていく」ような作品にしたら良いのではないかと話し合い、手本として『自虐の詩』を手渡されたという。
本編の連載終了後、作者は本作について、「まだまだ描きたい大事な作品」であり、「いつか青年誌で『大人になる彼ら』を描いてみたい」と発言している。また、2020年には、キャラクターの未来については決めかねており、いつか描く場が与えられたら挑戦したい旨を述べている。

### School Rumble 増刊号
本編とは別に、講談社『マガジンSPECIAL』にて2003年2月号より2008年5月号まで連載された。
天満の妹である塚本八雲が主人公。八雲の他にも、脇役級のキャラクターを主役に据えたエピソードや、本編の出来事のサイドストーリーなどが描かれている。「本編のSideB」がキャッチコピー。

### School Rumble Z
『マガジンSPECIAL』にて2008年9月号から2009年6月号まで連載された番外編。「16Pのパラレルコメディ」がキャッチコピー。1話完結のスタンスがとられ、本編にリンクしていると思われる話が描かれることもあった。

### その他
2003年1月8日発売の『マガジンFRESH』に『特別長編』が、2004年8月27日発売の『マガジンワンダー』創刊号に『臨時増刊号』が掲載された。増刊号を含め、これらは単行本化にあたって本編と共にまとめられている。特別長編は2巻、臨時増刊号第1話は7巻に収録。また、『School Rumble Z』終了後、『別冊少年マガジン』2010年3月号、『週刊少年マガジン』2016年53号、同2017年15号、『マガジンポケット』2017年11月8日配信分にて番外編が掲載されたが、これらは単行本に収録されていない。

## 特徴
- 作品タイトルは、「School Life」と「Royal Rumble」を組み合わせた上で「Scramble」の響きに掛けて付けられている。ロイヤルランブルとはWWEにおける時間差バトルロイヤルのことで、キャラクターが後からどんどん参加してくる形式の学園ラブコメだから、というのが由来。プロレス好きの担当編集者の発案によるものである。漫画版での正式な表記は英語で、カタカナ表記の『スクールランブル』は、テレビアニメ版・コンピュータゲーム版などのメディアミックス作品のタイトルとして使用されている。ただし、『週刊少年マガジン』誌上でも目次はカタカナ表記であり、英語表記される場合もカタカナと併記されることが多い。
- キャラクターの名前には近畿地方の地名や鉄道駅名にちなんだものが多い。
- 矢神市という東京近郊の架空の街を舞台としている。
- 柱の煽り文は、通常の漫画では各話の冒頭と末尾にしか表記されないが、本作ではほとんどのページに渡って表記されている。単行本収録時には、追加（連載時における広告がなくなることでスペースが空くため）や修正がされることも多い。
- 話数を表す際には、例えば第12話であれば 「♯12」 というように、本来は音楽記号である「♯（シャープ）」が「#（ナンバーサイン）」の代わりに使われている。これに対応する形で、『School Rumble 増刊号』では「♭（フラット）」が、『School Rumble 臨時増刊号』と『School Rumble Z』では「♮（ナチュラル）」[注 1]が、それぞれ話数に冠されている。
- 『週刊少年マガジン』においては、第100話、第150話、第200話の際に巻頭を飾った。
- 1話あたりのページ数は、連載当初は7-8ページで、後に10ページ前後となり、第1期アニメ開始からは12ページまで増えた。そして、第2期アニメ開始直前に「企画進行のため」として8ページへの減ページが4週間続いたのち、連載終了までは9ページ前後が標準となった。また、一挙2話掲載が2回、一挙3話掲載が3回あった。増刊号は通常8ページであった。
- 話数や掲載順には、『週刊少年マガジン』と単行本の間でズレや入れ替えがある。たとえば、『週刊少年マガジン』2006年49号にて第200話記念と銘打たれた話は、正確には第201話にあたるものであり、さらに単行本では掲載順が後回しになり第203話に変更された。また、本来の第203話以降は、話数を一つずつ繰り上げて単行本に収録されている。また、サブタイトルにも、『週刊少年マガジン』では重複や付け忘れがあり、単行本では一部の例外を除き修正されている。
- コミックスの発行部数は累計750万部を突破した。

## 単行本
講談社より発売。

### KCコミックス
- 第1巻 発売日：2003年5月16日（表紙：塚本天満） ISBN 4-06-363244-X
- 第2巻 発売日：2003年9月17日（表紙：塚本八雲） ISBN 4-06-363290-3
- 第3巻 発売日：2003年12月17日（表紙：沢近愛理） ISBN 4-06-363321-7
- 第4巻 発売日：2004年3月17日（表紙：周防美琴） ISBN 4-06-363346-2
- 第5巻 発売日：2004年6月17日（表紙：一条かれん） ISBN 4-06-363391-8
  - 【限定版はメインキャラのシール付きのメインキャラの中学時代アルバム付き】 ISBN 4-06-362029-8
- 第6巻 発売日：2004年9月17日（表紙：播磨拳児） ISBN 4-06-363433-7
  - 【限定版は付け替え可能の天満・烏丸フィギュア携帯ストラップ付き】 ISBN 4-06-362030-1
- 第7巻 発売日：2004年12月17日（表紙：花井春樹） ISBN 4-06-363464-7
  - 【限定版は付け替え可能の八雲・高野フィギュア携帯ストラップ付き】 ISBN 4-06-362036-0
- 第8巻 発売日：2005年3月17日（表紙：刑部絃子） ISBN 4-06-363505-8
- 第9巻 発売日：2005年6月17日（表紙：サラ・アディエマス） ISBN 4-06-363540-6
  - 【初版のみステッカー付き（CD、DVDジャケットの使い回しが中心）】
- 第10巻 発売日：2005年9月16日（表紙：姉ヶ崎妙） ISBN 4-06-363573-2
  - 【限定版は第1巻着せ替えカバー、演劇パンフレット付き】 ISBN 4-06-362046-8
- 第11巻 発売日：2005年12月16日（表紙：東郷雅一） ISBN 4-06-363614-3
  - 【限定版はOVA先取り&第1期アニメダイジェストミニDVD付き】 ISBN 4-06-362049-2
- 第12巻 発売日：2006年4月17日（表紙：吉田山次郎・西本願司・奈良健太郎） ISBN 4-06-363641-0
- 第13巻 発売日：2006年6月16日（表紙：塚本天満・播磨拳児） ISBN 4-06-363679-8
- 第14巻 発売日：2006年9月15日（表紙：周防美琴・花井春樹） ISBN 4-06-363718-2
  - 【限定版は修学旅行の思い出フォトカード4枚付き（冬木名義の写真屋封筒付き）】 ISBN 4-06-362062-X
- 第15巻 発売日：2006年12月15日（表紙：塚本八雲・播磨拳児） ISBN 4-06-363759-X
  - 【初版のみ天満印の特製年賀状付き】
- 第16巻 発売日：2007年3月16日（表紙：播磨拳児・沢近愛理） ISBN 978-4-06-363803-5
  - 【初版のみちびキャラデコシール付き（表紙に貼り付け可能）】
- 第17巻 発売日：2007年6月15日（表紙：沢近愛理・塚本八雲・塚本天満） ISBN 978-4-06-363838-7
- 第18巻 発売日：2007年9月14日（表紙：一条かれん・今鳥恭介） ISBN 978-4-06-363883-7
  - 初版には同日に発売された同作者の「夏のあらし!」第2巻の宣伝ビラ同封
- 第19巻 発売日：2007年12月17日（表紙：塚本八雲・塚本天満） ISBN 978-4-06-363924-7
- 第20巻 発売日：2008年3月17日（表紙：刑部絃子・笹倉葉子） ISBN 978-4-06-363959-9
- 第21巻 発売日：2008年7月17日（表紙：高野晶） ISBN 978-4-06-384009-4
- 第22巻 発売日：2008年9月17日（表紙：塚本天満・塚本八雲・沢近愛理・周防美琴・高野晶） ISBN 978-4-06-384035-3
- School Rumble Z 発売日：2009年6月17日（表紙：播磨拳児） ISBN 978-4-06-384155-8

### ガイドブック
- School Rumble Private File 発売日：2004年10月15日（表紙：塚本天満・塚本八雲） ISBN 4-06-362031-X
  - 【付け替え可能の沢近・播磨フィギュア携帯ストラップ、ストラップフルコンプリート用BOX付き】
  - 「スタッフに近い視点」に立って解説されている
- School Rumble OFFICIAL FILE 発売日：2004年11月17日（表紙：塚本天満・塚本八雲） ISBN 4-06-362032-8
  - 【付け替え可能の美琴・花井フィギュア携帯ストラップ付き】
  - こちらは「読者に近い視点」に立って解説されている
- School Rumble Treasure File 発売日：2006年3月17日（表紙：塚本天満・播磨拳児） ISBN 4-06-372137-X
  - 上記の2冊を再編集して1冊にまとめた本
- School Rumble Pleasure File 発売日：2006年9月15日（表紙：塚本天満・播磨拳児） ISBN 4-06-372198-1
  - アニメの版権絵や、何でも格付けアンケート、声優インタビューなどを収録

### 小説
執筆はアニメ版のシリーズ構成を手掛けたときたひろこ。表紙と挿絵は小林尽。
- スクールランブル〜恋、知りそめし頃に〜 発売日：2006年4月17日（表紙：塚本天満・塚本八雲・播磨拳児） ISBN 4-06-324351-6
- 小説 School Rumble 〜メはメガロドンのメ〜 発売日：2007年12月17日（表紙：塚本八雲・塚本天満・播磨拳児） ISBN 978-4-06-373316-7

### ゲーム攻略本
- スクールランブル ねる娘は育つ。公式攻略ガイド 発売日：2005年7月28日 ISBN 4-06-367217-4

### 総集編
- School Rumble STAY WITH ME, PLEASE 発売日：2012年5月30日 ISBN 978-4-06-375052-2
  - KCコミックス第1巻・第2巻の内容を再収録したムック。

## CD

### イメージミニアルバム
ミニドラマと歌を数曲収録。スターチャイルドより発売。
- 第1弾 塚本天満（発売日：2004年7月22日）
  - 【初回盤のみ紙ジャケット仕様、天満キーメタル（小林尽描き下ろし）封入】
- 第2弾 塚本八雲（発売日：2004年8月25日）
  - 【初回盤のみ紙ジャケット仕様、八雲キーメタル（小林尽描き下ろし）封入】
- 第3弾 周防美琴（発売日：2004年9月23日）
  - 【初回盤のみ紙ジャケット仕様、美琴キーメタル（小林尽描き下ろし）封入】
- 第4弾 沢近愛理（発売日：2004年10月27日）
  - 【初回盤のみ紙ジャケット仕様、沢近キーメタル（小林尽描き下ろし）、キャンパスミニトート封入】
- 第5弾 高野晶（発売日：2005年2月23日）
- 第6弾 一条かれん（発売日：2005年3月24日）
- 第7弾 サラ･アディエマス（発売日：2005年4月27日）
- 第8弾 播磨拳児（発売日：2005年5月25日）
  - 【初回盤のみキャンパスミニトート封入】

### アニメサウンドトラックCD
- スクールランブル SOUND SCHOOL（発売日：2005年1月26日）
  - スターチャイルドより発売
- スクールランブル二学期サウンドトラック 「矢神音楽祭」 （発売日：2006年9月27日）
  - マーベラスエンターテイメントより発売

### ヴォーカルCD
- スクールランブル Super Twin Album 〜School After〜（発売日：2006年3月24日）
  - 2枚組CDで、1枚目はラジオ「スクラン☆お茶会!」で放送されたショートドラマ、2枚目はヴォーカル曲収録
    - スターチャイルドより発売
- スクールランブル二学期ボーカルベスト 矢神のど自慢（発売日：2007年3月21日）
  - マーベラスエンターテイメントより発売

### ラジオCD「スクラン二学期ウィークエンド」
- スクラン二学期ウィークエンド 1時間目（発売日：2006年11月23日）
- スクラン二学期ウィークエンド 2時間目（発売日：2006年12月29日）
- スクラン二学期ウィークエンド 3時間目（発売日：2007年2月23日）
  - フロンティアワークスより発売

### ラジオCD「裏スクールランブル二学期」
- 裏スクールランブル二学期〜DIE ANOTHER D!〜（発売日：2006年8月30日）
  - 【初回盤のみSDキャラシール1封入】
- 裏スクールランブル二学期〜姫の帰還!〜（発売日：2006年11月22日）
  - 【初回盤のみSDキャラシール2封入】
- 裏スクールランブル二学期〜メガネの聖戦!〜（発売日：2006年12月22日）
  - 【初回盤のみSDキャラシール3封入】
    - マーベラスエンターテイメントより発売

## アニメDVD
内容については「スクールランブル (アニメ)」を参照のこと。

### テレビアニメ第1期「スクールランブル」
マーベラスエンターテイメントより発売。初回版のみ小林尽描き下ろしのイラスト使用BOX&ポスター付き。カギカッコされている人名は初回版特典イラストのキャラクター。
- Vol.1（発売日：2005年1月25日）
  - 「塚本天満」
- Vol.2（発売日：2005年2月25日）
  - 「塚本八雲」
- Vol.3（発売日：2005年3月25日）
  - 「沢近愛理」
- Vol.4（発売日：2005年4月22日）
  - 「周防美琴」
- Vol.5（発売日：2005年5月25日）
  - 「高野晶」
- Vol.6（発売日：2005年6月24日）
  - 「サラ・アディエマス」
- Vol.7（発売日：2005年7月22日）
  - 「一条かれん」
- Vol.8（発売日：2005年8月25日）
  - 「刑部絃子」
- Vol.9（発売日：2005年9月22日）
  - 「播磨拳児」

### OVA「スクールランブル 一学期補習」
マーベラスエンターテイメントより発売。
- Vol.1（発売日：2005年12月22日）
  - 「塚本天満&播磨拳児」

### テレビアニメ第2期「スクールランブル 二学期」
マーベラスエンターテイメントより発売。初回版のみ小林尽描き下ろしのイラスト使用BOX&ポスター付き。カギカッコされている人名は初回版特典イラストのキャラクター。
- Vol.1（発売日：2006年7月25日）
  - 「塚本天満」
- Vol.2（発売日：2006年8月25日）
  - 「塚本八雲」
- Vol.3（発売日：2006年9月22日）
  - 「沢近愛理」
- Vol.4（発売日：2006年10月25日）
  - 「周防美琴」
- Vol.5（発売日：2006年11月24日）
  - 「一条かれん」
- Vol.6（発売日：2006年12月22日）
  - 「サラ・アディエマス」
- Vol.7（発売日：2007年1月25日）
  - 「ララ・ゴンザレス」
- Vol.8（発売日：2007年2月23日）
  - 「笹倉葉子」
- Vol.9（発売日：2007年3月23日）
  - 「高野晶」

### OVA「スクールランブル 三学期」
原作コミックス21巻・22巻のDVD付き初回限定版特典。

## ライブDVD
- School Rumble PRESENTS Come! Come! Well-Come? Party（発売日：2005年3月24日）
  - 2004年12月5日、横浜BLITZにて開催
    - スターチャイルドより発売
    - 出演者：小清水亜美、堀江由衣、UNSCANDAL、unicorn table、能登麻美子、佐伯美愛、南里侑香、清水香里、福井裕佳梨、生天目仁美
- スクラン祭りだよ、全員集合!!（発売日：2006年10月30日）
  - 2006年7月2日、Shibuya O-Eastにて開催
    - マーベラスエンターテイメントより発売
    - 出演者：小清水亜美、高橋広樹、能登麻美子、堀江由衣、生天目仁美、清水香里、川田紳司、MAKO、福井裕佳梨、小林ゆう、Lia、時東ぁみ

## 舞台
「スーパーお芝居スクールランブル 〜お猿さんだよ、播磨くん!〜」
期間 - 2005年7月21日 - 25日
劇場 - 全労済ホールスペース・ゼロ
脚本、演出 - 宮川賢

### 出演者
- 塚本天満 - 小清水亜美
- 播磨拳児 - 高橋広樹
- 烏丸大路 - 北浦実千枝
- 塚本八雲 - 明坂聡美
- 沢近愛理 - 小出由華
- 周防美琴 - 吉田舞
- 高野晶 - 林愛
- 一条かれん - 阪本麻美
- 花井春樹 - 山岸門人
- 今鳥恭介 - 別紙慶一
- 刑部絃子 - 益子梨恵
- 姉ヶ崎妙 - 三浦莉香子

## ゲームソフト
スクールランブル 姉さん事件です!
ハード：PlayStation Portable
ジャンル：アドベンチャー
発売日：2005年7月7日
バンダイより発売
スクールランブル ねる娘は育つ。
ハード：PlayStation 2
ジャンル：正統派学園ラブコメアドベンチャー
発売日：2005年7月21日
マーベラスインタラクティブより発売
スクールランブル二学期 恐怖の(?)夏合宿! 洋館に幽霊現る!? お宝を巡って真っ向勝負!!!の巻
ハード：PlayStation 2
ジャンル：正統派学園ラブコメアドベンチャー
発売日：2006年7月20日
マーベラスインタラクティブより発売

## ゲームアプリ
スクールランブル 大富豪、スクールランブル 大捜査網
携帯電話向けに配信されている講談社のモバイルコンテンツによるトランプゲームとボードゲーム。ナツメ開発。

## ラジオ
スクラン☆お茶会!
放送局：ラジオ大阪（日曜23:30 - 24:00）、文化放送（月曜21:00 - 21:30）
放送期間：2005年10月 - 2006年3月
パーソナリティ：清水香里（高野晶役）
マンスリーパーソナリティ：10月・高橋広樹（播磨拳児役）、11月・川田紳司（花井春樹役）、12月・福井裕佳梨（サラ・アディエマス役）、1月・能登麻美子（塚本八雲役）、2月、3月・小清水亜美（塚本天満役）
原作者も不定期で登場した。
スクラン二学期 ウィークエンド
放送局：インターネットラジオステーション〈音泉〉、BEWE
放送期間：2006年4月28日 - 2007年2月2日
パーソナリティ：清水香里（高野晶役）、福井裕佳梨（サラ・アディエマス役）
原作者もほぼ毎回出演。

## 人気投票
『週刊少年マガジン』誌上にて開催された。上位の結果は以下のとおり。

### 第1回キャラクター人気投票
1位：塚本天満、2位：播磨拳児、3位：塚本八雲、4位：沢近愛理、5位：周防美琴、6位：高野晶、7位：姉ヶ崎妙、8位：刑部絃子、9位：烏丸大路、10位：サラ・アディエマス。
- 2004年2・3合併号で結果発表漫画を掲載。姉ヶ崎の名前はこの時まだ判明しておらず、順位発表の際「謎のお姉さん」と紹介された。
- 何故か12位以上の得票数は全て7の倍数である。

### 第2回キャラクター人気投票
1位：播磨拳児、2位：沢近愛理、3位：塚本八雲、4位：塚本天満、5位：一条かれん、6位：周防美琴、7位：麻生広義、8位：姉ヶ崎妙、9位：刑部絃子、10位：サラ・アディエマス。
- 2004年44号で発表。漫画はなし。

### 第1回カップル選手権
1位：播磨・沢近、2位：播磨・八雲、3位：播磨・天満、4位：麻生・サラ、5位：今鳥・一条、6位：花井・周防、7位：奈良・天満、8位：烏丸・天満、9位：今鳥・周防、10位：麻生・刑部。
- 第2回キャラクター人気投票と同時に発表。漫画はなし。

### 第3回キャラクター人気投票
1位：塚本八雲、2位：沢近愛理、3位：播磨拳児、4位：塚本天満、5位：周防美琴、6位：一条かれん、7位：サラ・アディエマス、8位：刑部絃子、9位：高野晶、10位：麻生広義。
- 2005年51号で結果発表漫画を掲載。投票締切日（2005年11月12日消印有効）以前に集計が締め切られたことが判明し、後日発売の「School Rumble Treasure File」にて再集計の結果と謝罪文が掲載された。